# Kerlaz
Kerlaz (bretonisch Kerlaz) ist eine französische Gemeinde im Département Finistère mit 798 Einwohnern (Stand 1. Januar 2022).

## Lage
Die Gemeinde liegt im Westen der Bretagne, gut zwei Kilometer östlich der Bucht von Douarnenez am Atlantik in der Region Cornouaille, wenige Kilometer östlich von Douarnenez, etwa 16 Kilometer nordwestlich von Quimper, 17 Kilometer südwestlich von Châteaulin, und 36 Kilometer südsüdöstlich von Brest (Luftlinie).

## Verkehr
Die nächstgelegenen Abfahrten an der autobahnähnlich ausgebauten Schnellstraße E 60 (Nantes-Brest) sowie Regionalbahnhöfe an der überwiegend parallel verlaufenden Bahnlinie gibt es bei Quimper und Châteaulin.
Bei Brest befindet sich der nächste Regionalflughafen.

## Bevölkerungsentwicklung
| Jahr                       | 1962 | 1968 | 1975 | 1982 | 1990 | 1999 | 2008 | 2017 |
| Einwohner                  | 609  | 567  | 513  | 614  | 729  | 803  | 797  | 799  |
| Quellen: Cassini und INSEE |      |      |      |      |      |      |      |      |

## Sehenswürdigkeiten
- Kirche Saint-Germain

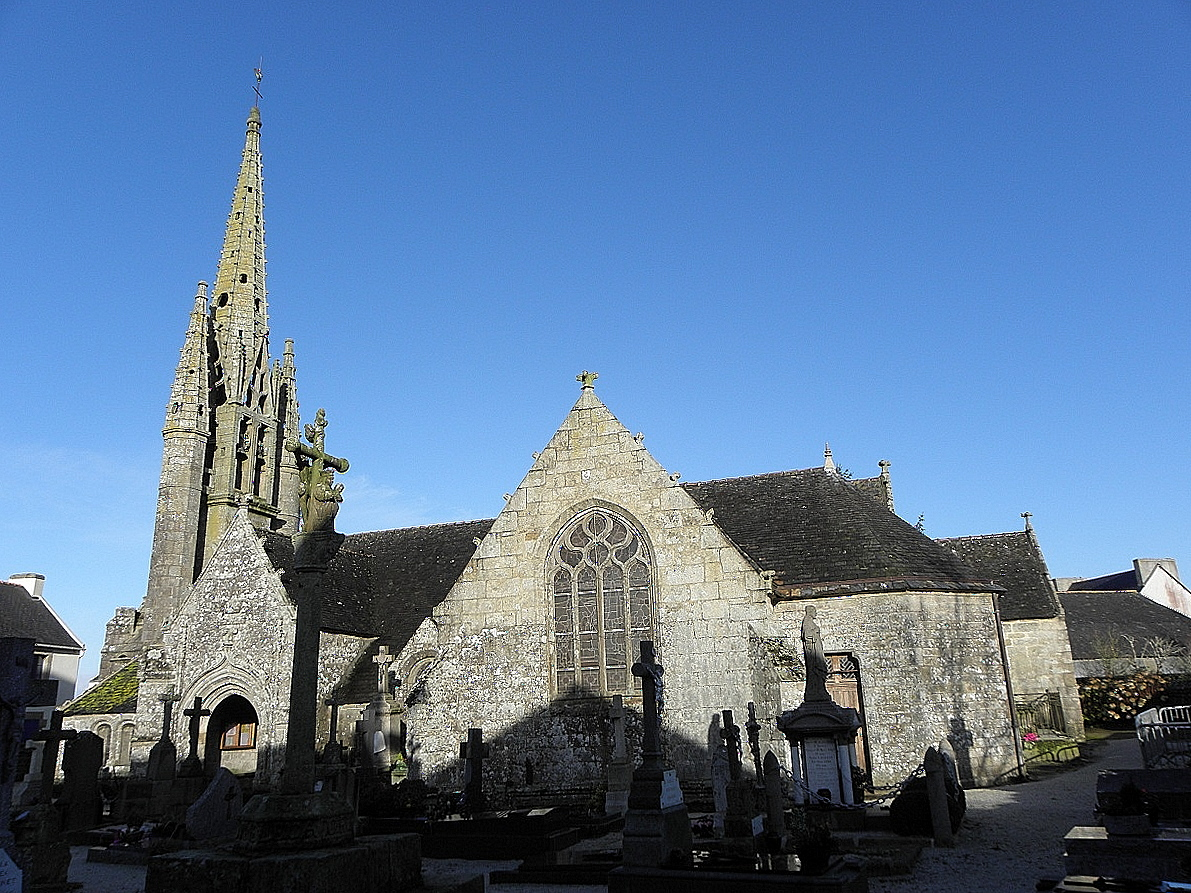
Kirche Saint-Germain

- Die Klippen zwischen Kastell zr Bardeg und Menez an Aod

Siehe: Liste der Monuments historiques in Kerlaz